# Insheim
Insheim est une municipalité allemande de la commune fusionnée de Herxheim, dans l'arrondissement de la Route-du-Vin-du-Sud (Südliche Weinstraße) et le Land de Rhénanie-Palatinat, avec 2 051 habitants (Source: 2012).

## Histoire
Insheim est mentionné pour la première fois en 781 / 782.